# Càn, Hàm Dương
Càn hay Kiền (tiếng Trung: 乾縣, Hán Việt: Càn huyện) là một huyện thuộc địa cấp thị Hàm Dương, tỉnh Thiểm Tây, Cộng hòa Nhân dân Trung Hoa. Huyện Càn cách Tây An 60 km. Đây là một huyện nông nghiệp với các nông sản đáng chú ý như táo, lê.

## Di tích lịch sử
Phức hợp lăng mộ của hoàng tộc nhà Đường, Càn lăng nằm trên Lương sơn (梁山) ở huyện Càn. Đây là lăng mộ hợp táng của Đường Cao Tông và Võ Tắc Thiên. Nằm cách trung tâm đô thị của huyện khoảng 6 km (3,7 mi) và cách Tây An khoảng 74 km (46 mi). Càn lăng là khu danh thắng phong cảnh cấp 4A quốc gia của Trung Quốc.